# EV Большого Пса
EV Большого Пса (лат. EV Canis Majoris) — двойная затменная переменная звезда типа Алголя (EA) в созвездии Большого Пса на расстоянии (вычисленном из значения параллакса) приблизительно 12216 световых лет (около 3745 парсеков) от Солнца. Видимая звёздная величина звезды — от +15,5m до +14,8m. Орбитальный период — около 4,1715 суток.